# Tabulae censuariae
Le Tabulae censuariae nel catasto imperiale romano erano un documento utilizzato per definire e catalogare i terreni e la loro destinazione d'uso, registrazione che rimase nel Medioevo, per esempio con Alfonso d'Aragona. Il nome del Tavoliere delle Puglie deriva da esse.
Talora dette, seppure non precisamente, Catastrales Tabulae, parrebbero essere state concepite per la commisurazione e l'esazione del vectigal da corrispondere per la cessione di appezzamenti di Ager publicus; erano comunque parte delle tabulae publicae custodite sul Campidoglio.
Malgrado l'assonanza del nome, le tabulae non coincidono precisamente o completamente con la tavola censuaria del catasto moderno. Le tabulae erano infatti scritturazioni sintetiche contenenti gli estimi (cioè i valori o le rendite) per i quali i cespiti intabellati sarebbero stati tassati); in Italia, la tavola moderna è l'elenco numerato (progressivo) di particelle appartenenti ad un dato foglio catastale e per ciascuna particella indica anche la consistenza superficiaria, la categoria e la classe (oltre alla tariffa), ma si tratta di un documento - semplicisticamente detto - con finalità organizzative interne, inventariali, e non, come nelle tabulae, direttamente della fonte di imposizione tributaria fondiaria. 
Anche nello Stato Pontificio e sin quasi all'unità d'Italia, per cespite o per zona censuaria, le tabulae, che raccoglievano le censuariae aestimationes, fungevano inoltre da parametro per le specifiche valutazioni d'ufficio od a fini pubblici dei beni, ad esempio per il caso di iscrizioni ipotecarie. In più, ai sensi della lex Piana, ove estimo tabellare esistesse per un cespite, unicamente di esso si doveva tener conto nelle procedure.